# Anomoia approximata
Anomoia approximata är en tvåvingeart som först beskrevs av Friedrich Georg Hendel 1914.  Anomoia approximata ingår i släktet Anomoia och familjen borrflugor.
Artens utbredningsområde är Taiwan. Inga underarter finns listade i Catalogue of Life.